# Kummuntakanen (sjö i Kuusamo, Norra Österbotten)
Kummuntakanen är en sjö i kommunen Kuusamo i landskapet Norra Österbotten i Finland. Arean är 37 hektar och strandlinjen är 3,34 kilometer lång. Sjön  ingår i Kems huvudavrinningsområde.   Den ligger omkring 230 kilometer öster om Uleåborg och omkring 670 kilometer norr om Helsingfors. 
Kummuntakanen ligger norr om Kangasjärvi. 